# Ashes Tour 1958/59
Die Ashes Tour 1958/59 war die Tour der englischen Cricket-Nationalmannschaft, die die 39. Austragung der Ashes beinhaltete, und wurde zwischen dem 5. Dezember 1958 und 20. Februar 1959 durchgeführt. Die Ashes Series 1958/59 selbst wurde in Form von fünf Testspielen zwischen Australien und England ausgetragen. Austragungsorte waren jeweils australische Stadien. Die Tour beinhaltete neben der Testserie eine Reihe weiterer Spiele zwischen den beiden Mannschaften im Winter 1958/59. Australien gewann die Serie 4–0.

## Vorgeschichte
Es war die erste Tour der beiden Mannschaften in dieser Saison.
Das letzte Aufeinandertreffen der beiden Mannschaften bei einer Tour fand in der Saison 1956 in England statt.

## Stadien
Die folgenden Stadien wurden für die Tour als Austragungsort vorgesehen.
| Stadion                  | Stadt     | Kapazität | Spiele       |
| ------------------------ | --------- | --------- | ------------ |
| Adelaide Oval            | Adelaide  | 53.583    | 4. Test      |
| The Gabba                | Brisbane  | 42.000    | 1. Test      |
| Melbourne Cricket Ground | Melbourne | 100.024   | 2. & 5. Test |
| Sydney Cricket Ground    | Sydney    | 48.000    | 3. Test      |

## Kaderlisten
Die Mannschaften benannten die folgenden Kader.
| Test | Test |
| Australien | England |
| --- | --- |
| - Richie Benaud (K) - Peter Burge - Jim Burke - Alan Davidson - Les Favell - Wally Grout (wk) - Neil Harvey - Lindsay Kline - Ray Lindwall - Ken Mackay - Colin McDonald - Ian Meckiff - Norm O’Neill - Gordon Rorke - Bob Simpson - Keith Slater | - Peter May (K) - Trevor Bailey - Colin Cowdrey - Ted Dexter - Godfrey Evans (wk) - Tom Graveney - Jim Laker - Peter Loader - Tony Lock - Arthur Milton - John Mortimore - Peter Richardson - Brian Statham - Roy Swetman (wk) - Fred Trueman - Frank Tyson - Willie Watson |

## Tests

### Erster Test in Brisbane
| 5. – 10. Dezember Scorecard | Brisbane | England 134 (59.4) & 198 (119.2) | – | Australien 186 (72.1) & 147-2 (51.7) |
|                             |          | Australien gewinnt mit 8 Wickets |   |                                      |

England gewann den Münzwurf und entschied sich als Schlagmannschaft zu beginnen.

### Zweiter Test in Melbourne
| 31. Dezember – 5. Januar Scorecard | Melbourne | England 259 (98.5) & 87 (31.2)   | – | Australien 308 (100.2) & 42-2 (17.1) |
|                                    |           | Australien gewinnt mit 8 Wickets |   |                                      |

England gewann den Münzwurf und entschied sich als Schlagmannschaft zu beginnen.

### Dritter Test in Sydney
| 9. – 15. Januar Scorecard | Sydney | England 219 (82.4) & 287-7d (109) | – | Australien 357 (128.2) & 54-2 (25) |
|                           |        | Remis                             |   |                                    |

England gewann den Münzwurf und entschied sich als Schlagmannschaft zu beginnen.

### Vierter Test in Adelaide
| 30. Januar – 5. Februar Scorecard | Adelaide | Australien 476 (128.1) & 36-0 (10.3) | – | England 240 (74.1) & 270 (f/o) |
|                                   |          | Australien gewinnt mit 10 Wickets    |   |                                |

England gewann den Münzwurf und entschied sich als Feldmannschaft zu beginnen.

### Fünfter Test in Melbourne
| 13. – 18. Februar Scorecard | Melbourne | England 205 (64.5) & 214 (54.4)  | – | Australien 351 (100.5) & 69-1 (12.7) |
|                             |           | Australien gewinnt mit 9 Wickets |   |                                      |

Australien gewann den Münzwurf und entschied sich als Feldmannschaft zu beginnen.